# Anita Maaß

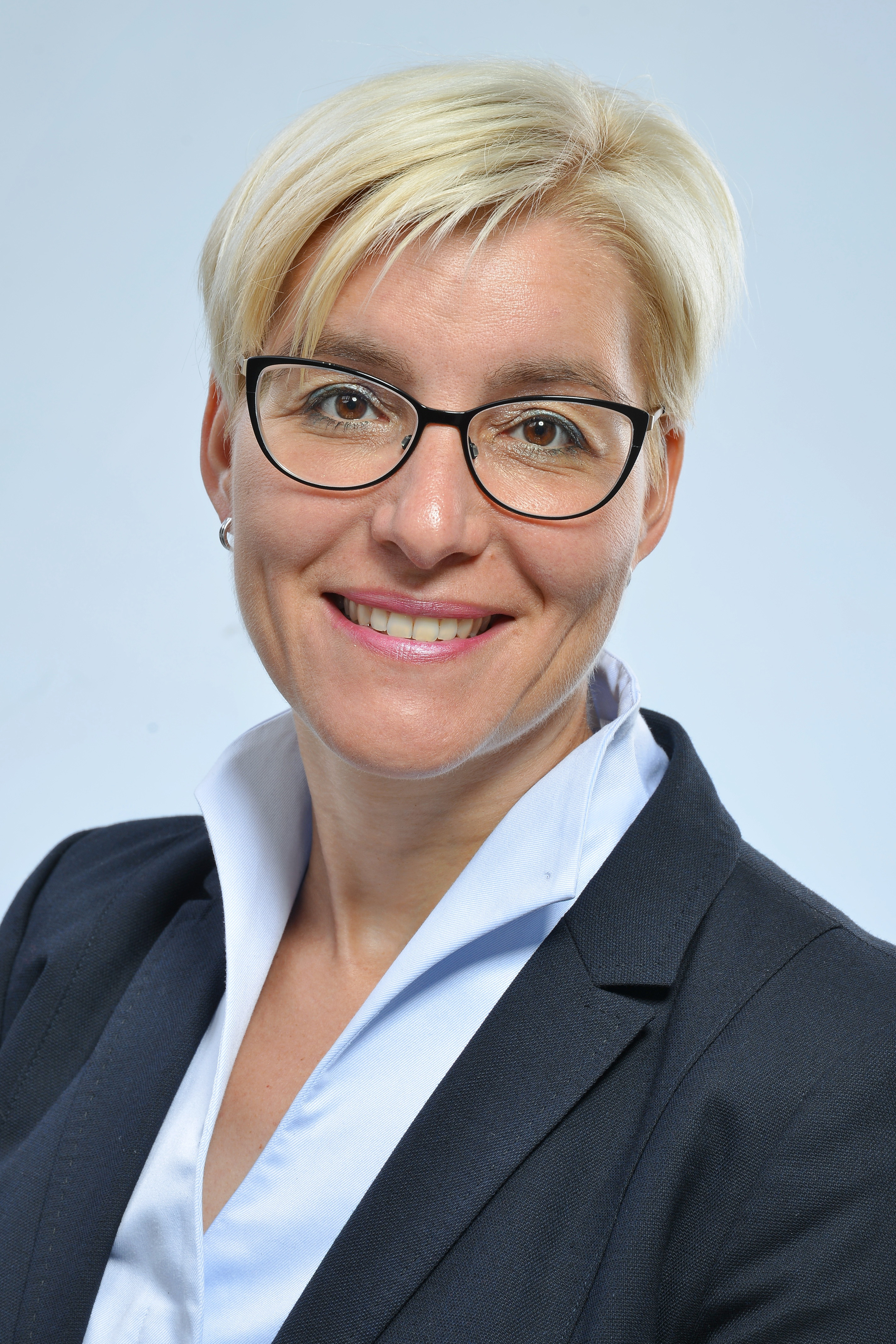
Anita Maaß, 2018

Anita Maaß (* 8. Juli 1976 in Oschatz) ist eine deutsche Historikerin und Politikerin (FDP). Sie ist seit 2005 Bürgermeisterin von Lommatzsch und war von November 2021 bis April 2025 Landesvorsitzende der FDP Sachsen.

## Leben und Ausbildung
Nach dem Abitur 1995 am Gymnasium Franziskaneum Meißen studierte Maaß von 1995 bis 2002 Rechtswissenschaft, Kommunikationswissenschaft und Geschichte in Dresden, Berlin und Bordeaux und schloss dies mit dem Abschluss Magistra Artium ab. Von 2002 bis 2003 war sie als Wissenschaftliche Mitarbeiterin am Lehrstuhl für Sächsische Landesgeschichte der TU Dresden tätig und von 2003 bis 2005 Doktorandin am Institut für Politikwissenschaft der TU Chemnitz. Im Jahr 2007 wurde sie zur Dr. phil. an der TU Chemnitz promoviert. Zwischen 2005 und 2010 war sie Lehrbeauftragte der TU Chemnitz für Kommunalpolitik, seit 2016 ist sie Dozentin am Kommunalen Studieninstitut Dresden im Rahmen der Ausbildung der Verwaltungsfachangestellten.
Anita Maaß ist verheiratet und hat zwei Töchter.

## Politik
Bei ihrem Amtsantritt 2005 als hauptamtliche Bürgermeisterin der Stadt Lommatzsch war sie die jüngste Bürgermeisterin einer Stadt in Sachsen. Sie wurde 2012 mit 79,89 % der Stimmen in ihrem Amt bestätigt. Am 1. September 2019 wurde sie mit 93,0 % der Stimmen erneut in ihrem Amt bestätigt – bei einer Wahlbeteiligung von rund 65 Prozent.
Seit 2008 steht sie dem Verein für Heimat und Kultur in der Lommatzscher Pflege e. V., einer Kooperation von neun Gemeinden zur Regionalentwicklung und Träger der LEADER-Förderung, als Vorsitzende vor. Von 2014 bis 2019 war sie Verbandsrätin im Regionalen Planungsverband Oberes Elbtal/Osterzgebirge.
Maaß ist stellvertretende Kreisvorsitzende des FDP-Kreisverbands Meißen. Bei der Kommunalwahl 2009 wurde sie in den Kreistag Meißen gewählt. Nach der Wahl 2014 war sie bis 2019 Fraktionsvorsitzende der FDP/FW-Fraktion. Sie ist seitdem Schatzmeisterin der Kreistagsfraktion.
Von 2009 bis 2014 war sie Mitglied im Landesvorstand der FDP Sachsen. Von  2021 bis April 2025 war sie die Vorsitzende des Landesverbandes.
Für die Bundestagswahl 2025 trat Maaß auf Platz fünf der Landesliste der FDP Sachsen an.

## Sonstiges Engagement
Seit Oktober 2013 ist Maaß Mitglied im Kuratorium der Friedrich-Naumann-Stiftung für die Freiheit. Seit 2014 ist sie Mitglied im Programmausschuss des Kuratoriums mit dem Schwerpunkt auf die Bildungsarbeit für die neuen Länder.
Maaß ist ehrenamtlich in mehreren Vereinen engagiert, u. a. in der Vereinigung liberaler Kommunalpolitiker Sachsen, im Ost-West-Forum Gödelitz e. V.; in der Friedrich-Gustav-Klemm-Gesellschaft für Kulturgeschichte und Freilichtmuseen e. V., im Verein für sächsische Landesgeschichte e. V. und im SSV 1923 e. V.

## Auszeichnungen und Ehrungen (Auswahl)
- 2020: Wilhelm-Külz-Ehrenmedaille[16]

## Veröffentlichungen

### Monografien
- Anita Maaß: „Man glaubt, in einem Märchenlande zu sein...“. Zum ökonomischen Aufstieg und zur soziokulturellen Integration der sächsischen Familie Falz-Fein in Russland 1807–1914 (= Bausteine aus dem Institut für Sächsische Geschichte und Volkskunde. Kleine Schriften zur sächsischen Geschichte und Volkskunde). Thelem-Verlag, Dresden 2004, ISBN 3-937672-00-1.[17][18]
- Anita Maaß: Wohnen in der DDR. Dresden-Prohlis: Wohnungspolitik und Wohnungsbau 1975 bis 1981. m press Martin Meidenbauer Verlag, München 2006, ISBN 3-89975-610-X.
- Anita Maaß: Politische Kommunikation in der Weimarer Republik. Das Dresdner Stadtverordnetenkollegium 1918–1933. Leipziger Universitätsverlag, 2009, ISBN 978-3-86583-371-6.[19][20]

### Aufsätze
- Anita Maaß: Wohnen 1976–1990 in Dresden-Prohlis. Wohnungsbau, Wohnungspolitik und Wohnen im Spannungsfeld von Herrschaft und Alltagspraxis, in: Dresdner Geschichtsbuch, Bd. 8, Altenburg 2002, S. 253–270.
- Anita Maaß: Die Familie Falz-Fein und ihr Wirken in Russland, in: Dresdner Hefte. Beiträge zur Kulturgeschichte, Bd. 74, Dresden 2003, S. 42–47.
- Anita Maaß: „Die Fragen zur Freiflächengestaltung sind in keiner Weise beantwortet“. Zum Leben in Prohlis, in: Dresdner Hefte. Beiträge zur Kulturgeschichte, Bd. 81, Dresden 2005, S. 30–37.
- Marina Lienert/Anita Maaß: Vom Schwarzen Meer zur Kur nach Dresden – das Beispiel der deutschrussischen Familie Falz-Fein, in: Ingrid Kästner/Regine Pfrepper (Hrsg.): Deutsche im Zarenreich und Russen in Deutschland: Naturforscher, Gelehrte, Ärzte und Wissenschaftlicher im 18. und 19. Jahrhundert (= Deutsch-russische Beziehungen in Medizin und Naturwissenschaften, Bd. 12), Medizinische Fakultät der Universität Leipzig, Aachen 2005, S. 297–318.
- Anita Maaß: „... bitte ich Sie, den Antrag auf Wohnraum nochmals zu prüfen“ Wohnungspolitik in Dresden während der 1970er/80er Jahre, in: Deutschland Archiv 3/2005, S. 12–19.
- Anita Maaß: Wohnen im Neubaugebiet. Die Dresdner Beispiele Prohlis und Gorbitz 1976 bis 1989, in: Geschichte der Stadt Dresden. Bd. 3: Von der Reichsgründung bis zur Gegenwart, Konrad Theiss Verlag, Stuttgart 2006, S. 717–722.
- Anita Maaß: Kommunaler Parlamentarismus zwischen „Demokratisierung“ und „NS-Gleichschaltung“. Das Dresdner Stadtverordnetenkollegium in der Weimarer Republik, in: Politische Parteien und Extremismus, hrsg. von Eckhard Jesse und Hans-Peter Niedermeier, Duncker & Humblot, Berlin 2007, S. 231–253.
- Anita Maaß: Kommunalpolitik und Kommunale Selbstverwaltung, in: Eckhard Jesse / Thomas Schubert / Tom Thieme: Politik in Sachsen, Springer VS, Wiesbaden 2014, S. 209–228.
- Anita Maaß: Lommatzsch – Eine Skizze der Stadtentwicklung, in: Sächsische Heimatblätter 4/2017, S. 341–352.
- Anita Maaß: (Aktivierende) Stadtplanung und Governance, in: Kleinstädte, Chancen, Dynamiken, Potenziale (= Informationen zur Raumentwicklung, Heft 6/2018), S. 112–117.

### Tagungsberichte
- „Macht die Regierungsform einen Unterschied?“ 26. Tagung des Veldensteiner Kreises zur Geschichte und Gegenwart von Extremismus und Demokratie, in: Deutschland Archiv 6/2003, S. 1049–1051.
- „DDR-Stadtgeschichte – Zwischen zentralstaatlichen Zwängen und lokalen Handlungsressourcen“ Konferenz „Städte im Sozialismus“ in Berlin (6./7. Februar 2004), in: Volkskunde in Sachsen 16/2004, S. 249–256.
- DDR-Stadtgeschichte – Teil des europäischen Erbes. Konferenz „Städte im Sozialismus“ Berlin 6./7. Februar 2004, in: Deutschland Archiv 2/2004, S. 313–317.

### Redaktionelle Mitarbeit
- Rainer Aurig / Steffen Herzog / Simone Lässig (Hrsg.): Landesgeschichte in Sachsen. Tradition und Innovation, Dresden 1997.
- Mike Schmeitzner / Michael Rudloff: Geschichte der Sozialdemokratie im Sächsischen Landtag. Darstellung und Dokumentation 1877–1997, Dresden 1997.
- Simone Lässig: Jüdische Wege ins Bürgertum. Kulturelles Kapital und sozialer Aufstieg im 19. Jahrhundert, Göttingen 2004.